# Von Miller
Vonnie "Von" B'Vsean Miller Jr. (Dallas, 26 de março de 1989) é um jogador de futebol americano que joga como linebacker pelo Washington Commanders na National Football League (NFL).
Miller jogou futebol americano universitário em Texas A&M, onde foi premiado com o Butkus Award como o melhor linebacker do país. Ele foi selecionado como a segunda escolha do Draft de 2011 pelo Denver Broncos.
Miller foi selecionado oito vezes pro Pro Bowl, sendo selecionado três vezes para a Primeira-Equipe All-Pro e quatro vezes para a Segunda-Equipe All-Pro. Em 2022, ele tinha o maior número de sacks na carreira de qualquer jogador ativo e o maior número de sacks na carreira na história do Denver Broncos com 110,5. No final da temporada de 2015 da NFL, Miller foi nomeado MVP do Super Bowl no Super Bowl 50. Em 2021, ele foi negociado com o Los Angeles Rams e foi membro da equipe que venceu o Super Bowl LVI. Entre 2022 e 2024, jogou pelo Buffalo Bills.

## Carreira no ensino médio
Miller estudou na DeSoto High School em DeSoto, Texas, onde ele jogou pelo time de futebol americano e praticou atletismo.
Em seu penúltimo ano, ele registrou 37 tackles, 14 tackles para perda de jardas e 7 sacks. Em seu último ano, ele foi nomeado o MVP Defensivo do Distrito depois de fazer 76 tackles, 14 tackles para perda de jardas e 6 sacks.
No atletismo, Miller disputou eventos como os 110m com barreiras (14,38s), salto triplo (12,65m) e lançamento de dardo (37,24m).
Considerado um recruta de quatro estrelas pela Rivals.com, Miller foi listado como o 15° melhor Defensive end do país em 2007. Ele escolheu ir para Texas A&M, tendo rejeitado as ofertas da Universidade da Flórida, Universidade do Mississippi, Universidade de Oklahoma e Universidade de Tecnologia do Texas.

## Carreira universitária
Miller estudou na Texas A&M, onde jogou pelo time de futebol americano de 2007 a 2010. Jogando como Defensive End em sua temporada de calouro em 2007, ele foi nomeado pro time de novatos da Big 12 pela The Sporting News depois de ter 22 tackles, dois sacks, quatro tackles para perda de jardas e um fumble forçado. Ele pesava 99 kg durante seu primeiro ano.
Na primavera de 2008, o treinador Mike Sherman, recentemente contratado, foi desencorajado pelos hábitos de Miller de pular as aulas e não produzir durante os treinos. Sherman decidiu suspender Miller naquela primavera. Desapontado, ele considerou a transferência, mas, por insistência do pai, ficou. Miller então adotou uma atitude mais séria.
Em seu segundo ano, Miller jogou como linebacker. Ele jogou em todos os 12 jogos, fazendo 44 tackles, 3.5 sacks, 7.5 tackles para perda de jardas, 2 fumbles e recuperou outros dois. Seu papel era de cobertura, ao contrário de apressar o quarterback, assim ele não foi capaz de mostrar suas habilidades no pass-rush. Nos últimos sete jogos da Big 12, ele compilou apenas oito tackles.
Em seu terceiro ano, Miller adotou a posição chamada de jack, um híbrido de defensivo end/linebacker, que lhe permitiu utilizar suas habilidades de pass rushing. Ele desfrutou de uma excelente temporada, liderando o pais em sacks com 17 e ocupando o quarto lugar no país com 21 tackles para perda de jardas. Por seus esforços, ele foi nomeado pro Primeiro-Time da Big-12 e para o Primeiro-Time All-American pela Sporting News e Sports Illustrated. Ele se tornou o primeiro jogador de Texas A&M a ser nomeado pro Primeiro-Time All-American desde Jason Webster em 1999. O então coordenador defensivo, Joe Kines, comparou Miller ao falecido Derrick Thomas. Miller estudou e assistiu as jogadas de Thomas para se familiarizar com seu jogo
Em seu último ano, Miller passou a jogar como Outside Linebacker. No início da temporada, ele sofreu uma forte entorse de tornozelo que o deixou de fora dos seis primeiros jogos. Miller teve 10,5 sacks e 17,5 tackles para perda de jardas. Mais uma vez ele foi nomeado para o Primeiro-Time da Big 12 e ganhou o Butkus Award como o melhor linebacker do país. Ele foi nomeado para o Primeiro-Time All-American pela Walter Camp, Scout.com, Pro Football Weekly, ESPN.com e Associated Press. Miller se formou em ciência avícola e cria galinhas em seu tempo livre.
| Ano      | Time      | Jogos   | Tackles | Tackles | Tackles | Tackles | Tackles | Interceptações | Interceptações | Interceptações | Interceptações | Interceptações | Fumbles | Fumbles | Fumbles | Fumbles |
| Ano      | Time      | Titular | Comb    | Solo    | Ast     | TFL     | Sack    | Int            | Jardas         | Média          | TD             | PD             | FF      | FR      | Jardas  | TD      |
| -------- | --------- | ------- | ------- | ------- | ------- | ------- | ------- | -------------- | -------------- | -------------- | -------------- | -------------- | ------- | ------- | ------- | ------- |
| 2007     | Texas A&M | 9       | 22      | 10      | 12      | 4.0     | 2.0     | 0              | 0              | 0.0            | 0              | 0              | 1       | 0       | 0       | 0       |
| 2008     | Texas A&M | 12      | 44      | 25      | 19      | 7.5     | 3.5     | 0              | 0              | 0.0            | 0              | 0              | 2       | 0       | 0       | 0       |
| 2009     | Texas A&M | 13      | 47      | 31      | 16      | 21.5    | 17.0    | 0              | 0              | 0.0            | 0              | 5              | 4       | 0       | 0       | 0       |
| 2010     | Texas A&M | 13      | 68      | 38      | 30      | 17.5    | 10.5    | 1              | 3              | 3.0            | 0              | 0              | 0       | 0       | 0       | 0       |
| Carreira | Carreira  | 47      | 181     | 104     | 77      | 50.5    | 33.0    | 1              | 3              | 3.0            | 0              | 5              | 7       | 0       | 0       | 0       |

## Carreira profissional
Miller foi projetado para ser uma escolha de segunda rodada do draft da NFL de 2010. Ele entrou no draft da NFL de 2011  sendo considerado como um dos melhores Outside Linebacker e foi projetado para ser uma das cinco principais escolhas do draft.
Entre os linebackers do Combine de 2011, Miller ficou em 2º na corrida de 40 jardas, 3º no salto vertical, 1º no salto largo, 3º na corrida de 20 jardas e 1° nos 3 cones. No Texas A&M Pro Day, em março de 2011, Miller correu 40 jardas em 4,49 segundos.
| Altura                          | Peso   | Comprimento do braço | Tamanho da mão | Corrida de 40 jardas | Corrida de 10 jardas | Corrida de 20 jardas | 20-ss  | 3-cone | Salto vertical | Amplo  | BP            |
| ------------------------------- | ------ | -------------------- | -------------- | -------------------- | -------------------- | -------------------- | ------ | ------ | -------------- | ------ | ------------- |
| 1,90 m                          | 112 kg | 0,85 m               | 0,23 m         | 4,53 s               | 1,62 s               | 2,64 s               | 4,06 s | 6,70 s | 0,94 m         | 3,20 m | 21 repetições |
| Todos os valores da NFL Combine |        |                      |                |                      |                      |                      |        |        |                |        |               |

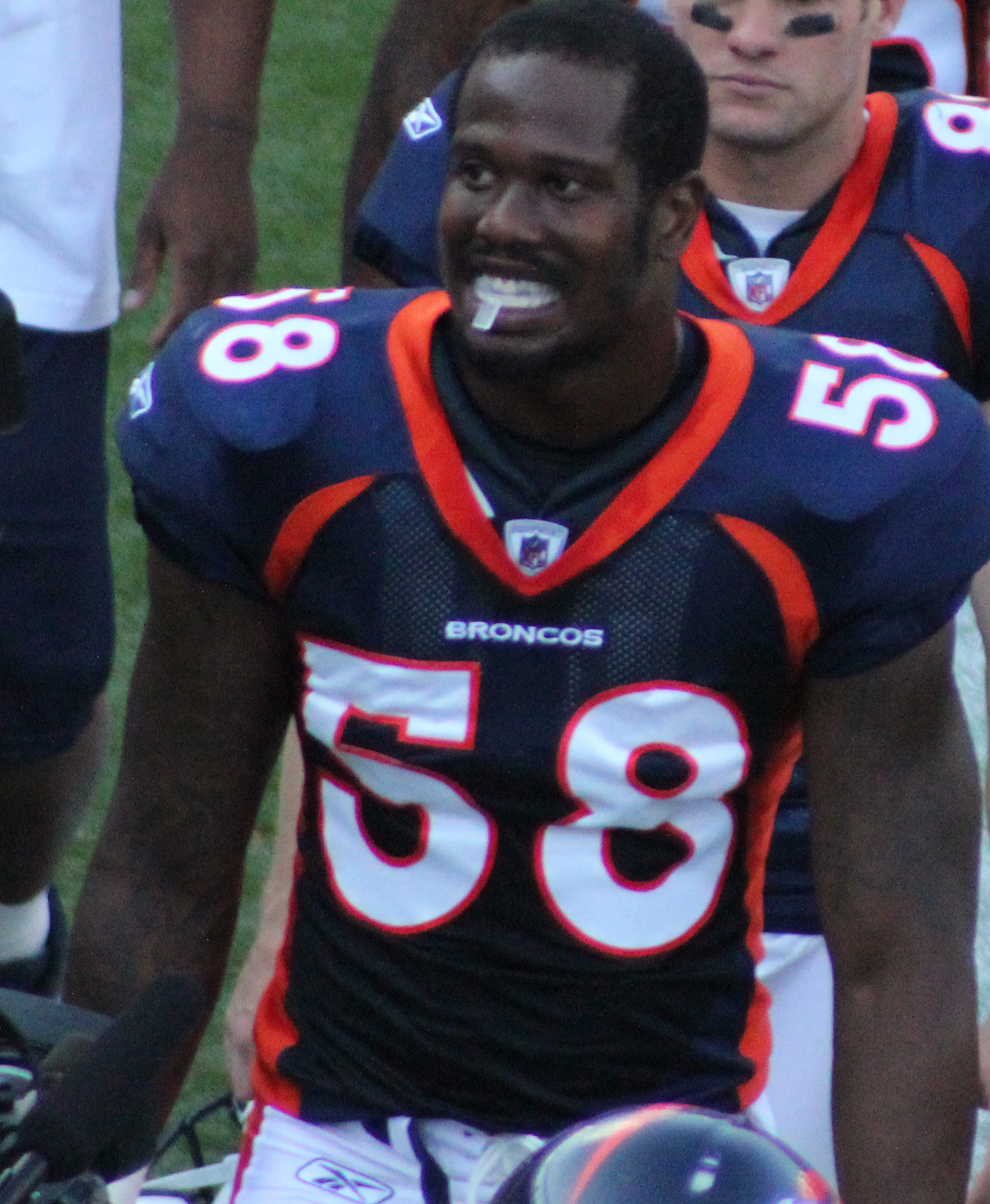
Miller em 2011

Em março de 2011, Miller foi selecionado para representar os novatos nas negociações do sindicato da NFL. Ele foi persuadido pelo ex-jogador LaDainian Tomlinson a se juntar ao processo.
Durante o Texas A&M Pro Day, um olheiro o comparou a Derrick Thomas, do Hall da Fama, enquanto o coordenador defensivo dos Bengals, Mike Zimmer, o comparou ao linebacker Joey Porter do Arizona Cardinals. O analista Mike Mayock da NFL Network que classificou Miller como o segundo melhor jogador do draft, afirmou que Miller o lembra uma versão menor do DeMarcus Ware. O então personal trainer de Miller, Dan Brandenburg, que também trabalhou com Clay Matthews III e Sean Weatherspoon, afirmou que Miller é o melhor atleta entre os três.

### Denver Broncos (2011–2021)

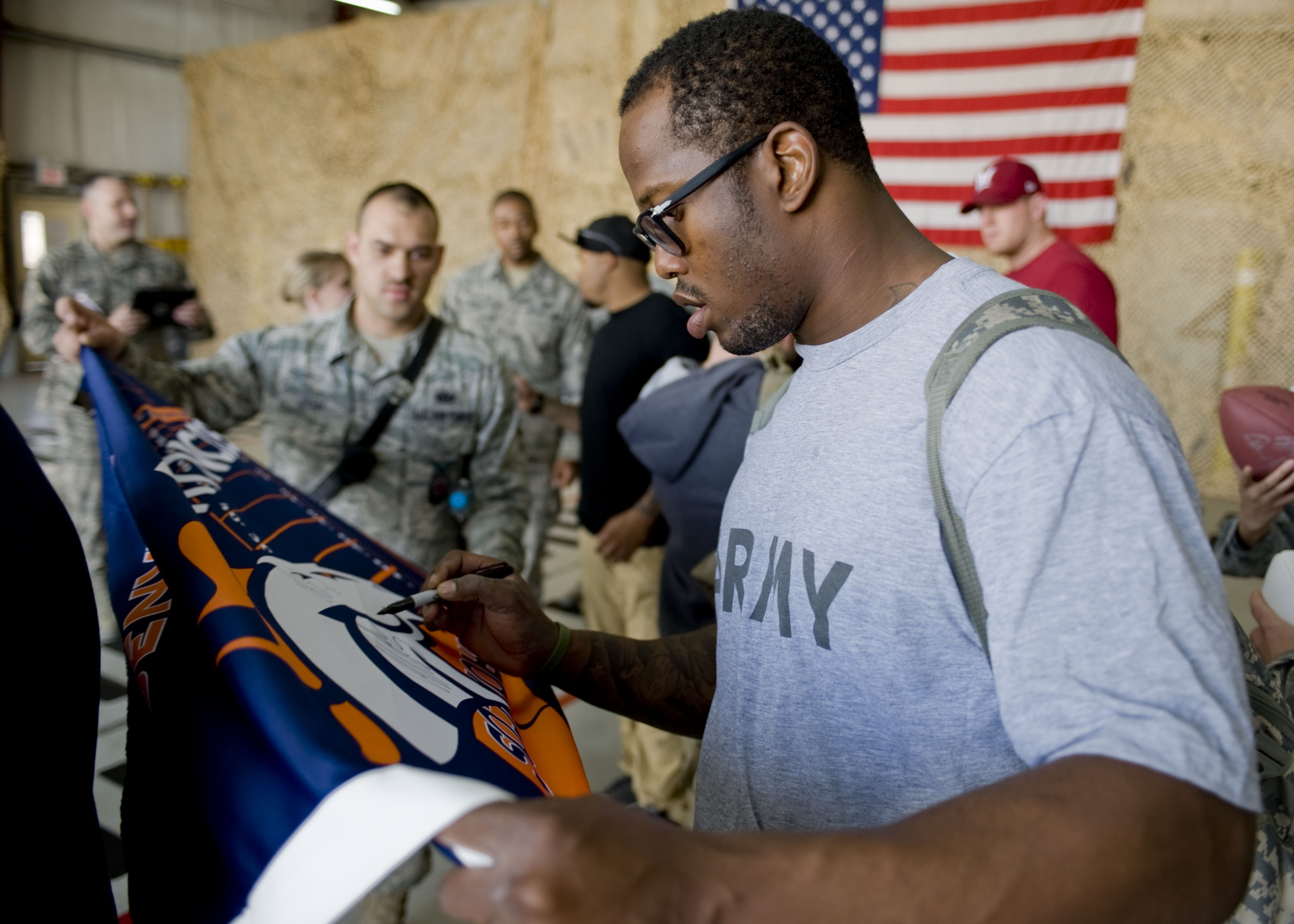
Miller dando autógrafos para as tropas dos EUA no Transit Center em Manas, no Quirguistão, em março de 2013

Miller foi selecionado pelo Denver Broncos como a segunda escolha geral do draft da NFL de 2011. Ele foi o mais alto linebacker selecionado desde que LaVar Arrington foi o número 2 do Draft da NFL de 2000 pelo Washington Redskins. Ele também se tornou a maior escolha de draft vinda de Texas A&M desde Quentin Coryatt, que foi selecionado em segundo lugar no Draft da NFL de 1992. O ex-quarterback dos Broncos, John Elway, que também é o vice-presidente executivo da franquia, disse que Miller é "um tipo de cara que aparece a cada 10 anos".
Em 28 de julho de 2011, Miller assinou oficialmente com o Denver Broncos. Ele usa o número 58 em homenagem ao seu jogador de futebol americano favorito, o ex-linebacker do Kansas City Chiefs, eleito para o Hall da Fama, Derrick Thomas.

#### Temporada de 2011
Em 12 de setembro de 2011, em sua primeira jogada de carreira, Miller forçou um fumble contra o Oakland Raiders. Em 18 de setembro de 2011, ele teve seu primeiro sack em Andy Dalton quando os Broncos jogaram contra o Cincinnati Bengals.
Miller foi eleito o Jogador Defensivo da Semana da AFC por sua atuação contra o New York Jets. Os Broncos chegaram aos playoffs e enfrentaram o Pittsburgh Steelers no Wild Card. Em sua estreia nos playoffs, Miller teve três tackles solo na vitória por 29-23 na prorrogação. Na Rodada Divisional contra o New England Patriots, ele teve dois golpes no quarterback na derrota por 45-10.
Ele foi selecionado para o Pro Bowl de 2012 e foi nomeado o Novato Defensivo do Ano pela Associated Press. No geral, em 907 snaps, ele registrou 11,5 sacks, 19 golpes e 29 pressões no quarterback. Ele foi multado três vezes durante a temporada. Ele foi classificado em 52º lugar por seus colegas jogadores no Top 100 Players de 2012.

#### Temporada de 2012
Miller teve um bom início em sua segunda temporada, registrando 10 sacks em 9 jogos. Nesse período, ele também registrou 30 pressões no quarterback, mais do que em toda a campanha de 2011. Graças a este tremendo começo, ele foi considerado um candidato a MVP. Em 16 de novembro, ele foi multado em US$ 21.000 por um golpe no quarterback do Carolina Panthers, Cam Newton, na semana 10. Ele recebeu seu segundo prêmio de Jogador Defensivo da Semana da AFC depois de ter três sacks e dois fumbles forçados contra o San Diego Chargers na semana seguinte.  Por seus esforços durante o mês de novembro, ele foi premiado com o Jogador Defensivo do Mês da AFC. Em 26 de dezembro de 2012, ele foi anunciado para o Pro Bowl.
Miller terminou a terceira temporada com 18 sacks, quebrando um recorde do Denver Broncos de 17 anos anteriormente ocupado por Elvis Dumervil. Ele também encerrou a temporada de 2012 terminando em segundo lugar na votação para o prêmio de Jogador Defensivo do Ano e sendo nomeado pro Primeiro-Time All-Pro.
Em 2012, Miller associou-se à Ubisoft, criadora do videogame The Hip Hop Dance Experience, para criar sua própria dança de celebração de sack chamada "The DeSoto Shuffle". Cada vez que ele executou a dança durante um jogo, a Ubisoft fez uma doação de caridade para a Von's Vision, uma fundação dedicada a fornecer cuidados com os olhos e óculos para jovens carentes. Ele foi classificado em 9º lugar por seus colegas jogadores no Top 100 Players da NFL de 2013.

Miller (terceiro a partir da direita) foi um dos vários jogadores da NFL que visitaram soldados do Exército dos EUA no Afeganistão durante a offseason de 2013.

#### Temporada de 2013
Em julho de 2013, a ESPN informou que Miller havia sido suspenso por quatro jogos por violar a política da liga. Ele twittou que não fez nada de errado. Em agosto de 2013, ele perdeu o recurso e foi suspenso por seis jogos. A suspensão surgiu depois que a NFL descobriu que ele tentou enganar um teste de drogas. Ele se tornou elegível para jogar em 20 de outubro de 2013, quando os Broncos jogaram contra o Indianapolis Colts.
Em 24 de novembro, em uma derrota para o New England Patriots, ele recuperou um fumble de Stevan Ridley e retornou 60 jardas para o touchdown. Foi o segundo touchdown de sua carreira. Ele se saiu bastante bem no seu retorno, mas sua temporada terminou prematuramente quando ele teve uma lesão na Ligamento cruzado anterior durante uma vitória contra o Houston Texans em 22 de dezembro de 2013. Sem ele, os Broncos alcançaram o Super Bowl XLVIII mas perderam por 43-8 para o Seattle Seahawks.
Ele foi classificado como o 76º melhor jogador por seus colegas jogadores no Top 100 Players da NFL de 2014.

#### Temporada de 2014
Depois de se recuperar de sua lesão no Ligamento cruzado anterior, Miller voltou para sua quarta temporada com os Broncos. Ele ganhou o prêmio de Jogador Defensivo do Mês da AFC em outubro. Na temporada, Miller registrou 14 sacks, 59 tackles e um fumble forçado. Na Rodada Divisional dos playoffs contra o Indianapolis Colts, ele teve seis tackles no total na derrota por 24-13. Ele foi indicado ao Pro Bowl nessa temporada.
Ele foi classificado como a 33º escolha geral por seus colegas jogadores no Top 100 Players da NFL de 2015.

#### Temporada de 2015

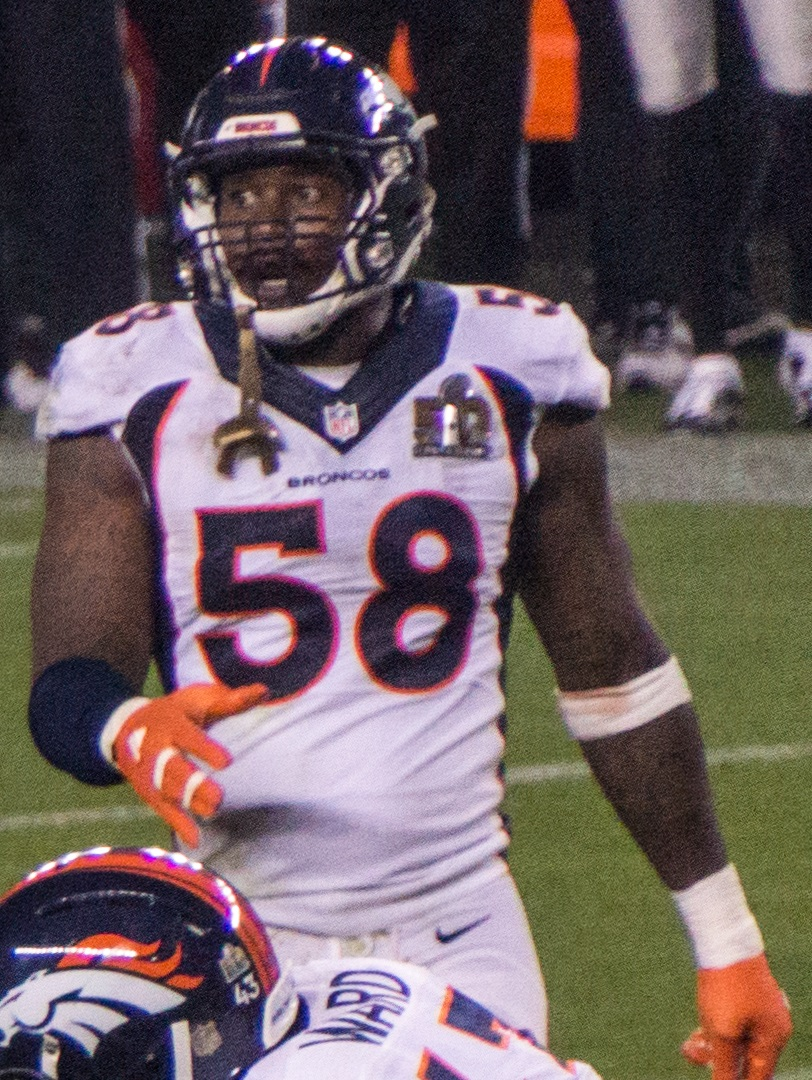
Miller no Super Bowl 50

Em 17 de setembro de 2015, Miller tornou-se o terceiro jogador mais rápido na história da NFL a atingir 50 sacks na carreira (58 jogos). Os únicos que chegaram lá mais rápido que ele foram Reggie White (40 jogos) e Derrick Thomas (54).
Na temporada de 2015, Miller terminou com 11 sacks, 35 tackles no total, 32 rebatidas de quarterback, um passe defendido e quatro fumbles forçados.
Durante a Final da AFC contra o New England Patriots, Miller teve 2,5 sacks em Tom Brady, quebrando um recorde de playoffs dos Broncos. Ele também teve uma interceptação no segundo quarto do jogo.
No Super Bowl 50, enfrentando os favoritos Carolina Panthers, que detinham o melhor ataque da liga, os Broncos venceram por 24-10. No primeiro quarto, Miller forçou um fumble do quarterback Cam Newton que o defensive end Malik Jackson recuperou e retornou para touchdown, dando à equipe uma vantagem de 10–0. Este foi o primeiro touchdown de retorno de fumble em um Super Bowl desde o Super Bowl XXVIII. Com 4min51s faltando para acabar o jogo e os Broncos vencendo por 16-10, Miller forçou um segundo fumble de Newton, o ataque dos Broncos recuperou a bola e marcou o touchdown para selar a vitória. Miller registrou seis tackles, 2,5 sacks e dois fumbles forçados. Ele foi nomeado MVP do Super Bowl por sua performance.
Miller foi nomeado para o seu quarto Pro Bowl, ganhou sua segunda escolha para o Primeiro-Time All-Pro, e foi classificado como o 15º melhor jogador por seus colegas jogadores no Top 100 Players da NFL de 2016.

#### Temporada de 2016
Em 15 de julho, Miller assinou um contrato de US$ 114,5 milhões, com US$ 70 milhões garantidos, por seis anos com os Broncos. Ele se tornou o jogador defensivo mais bem pago da história da NFL.
Na semana 2, Miller ganhou o prêmio de Jogador Defensivo da Semana da AFC. Ele ganhou o prêmio de Jogador Defensivo do Mês da AFC em setembro.
Miller terminou a temporada regular de 2016 com 13,5 sacks e 24 golpes no quarterback. Nos últimos quatro jogos da temporada, ele não registrou nenhum sack, que foi o maior período em sua carreira. Ele foi nomeado para o Pro Bowl, seu quinto na carreira e terceiro consecutivo, teve a sua terceira escolha para o Primeiro-Time All-Pro e foi classificado em segundo lugar por seus colegas jogadores no Top 100 Players da NFL de 2017 como o melhor jogador defensivo.

#### Temporada de 2017

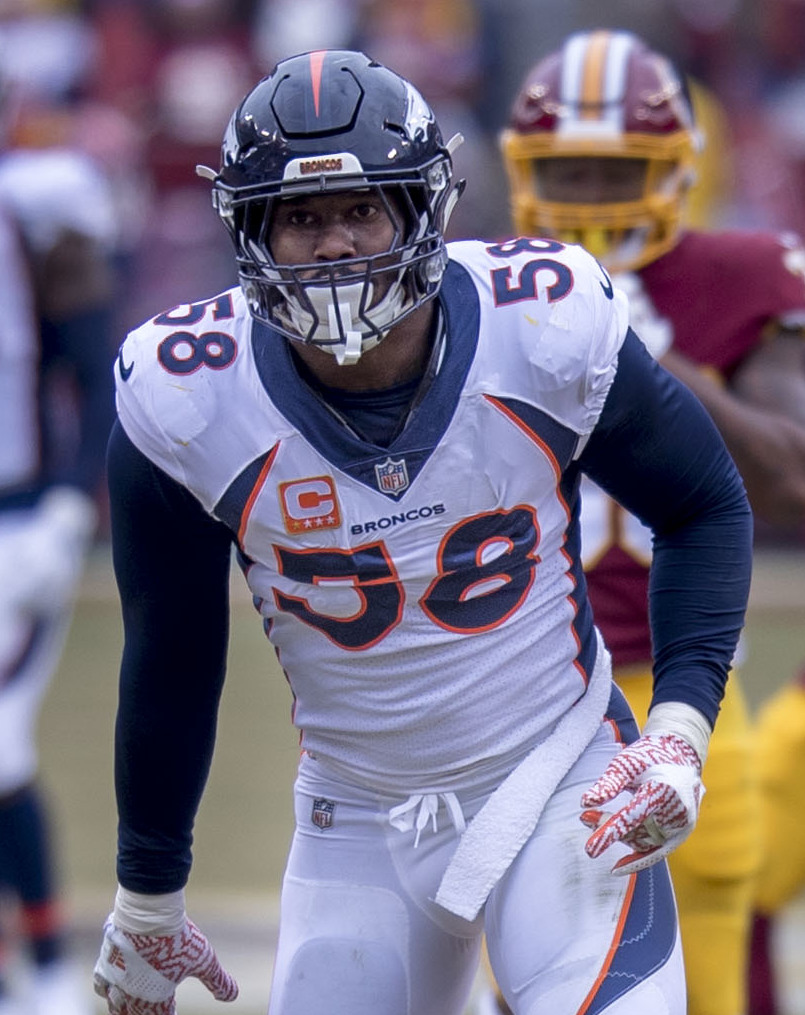
Miller contra os Redskins em 2017

Em 19 de dezembro de 2017, Miller foi nomeado para seu sexto Pro Bowl. Ele foi nomeado o MVP Defensivo do Pro Bowl de 2018. Na temporada de 2017, ele teve sua quarta temporada consecutiva com pelo menos dez sacks.
Ele foi classificado em nono lugar por seus colegas jogadores no Top 100 Players da NFL de 2018.

#### Temporada de 2018
Na abertura da temporada de 2018 dos Broncos contra o Seattle Seahawks, Miller registrou três sacks e sete tackles totais na vitória por 27-24. Na semana 11, ele interceptou Philip Rivers e retornou 42 jardas para marcar um touchdown, o que ajudou a levar os Broncos a uma vitória por 23-22 sobre o Los Angeles Chargers, o que lhe rendeu o prêmio de Jogador Defensivo da Semana da AFC.
Durante a temporada de 2018, Miller registrou seu 100º sack da carreira (incluindo os sacks na pós-temporada), tornando-se o 5º jogador mais rápido da história da NFL a fazê-lo. Ele também foi selecionado para o Pro Bowl de 2019, sua sétima seleção na carreira e quinta consecutiva.
Ele foi classificado como o 10º melhor jogador por seus colegas jogadores no Top 100 Players da NFL de 2019.

#### Temporada de 2019

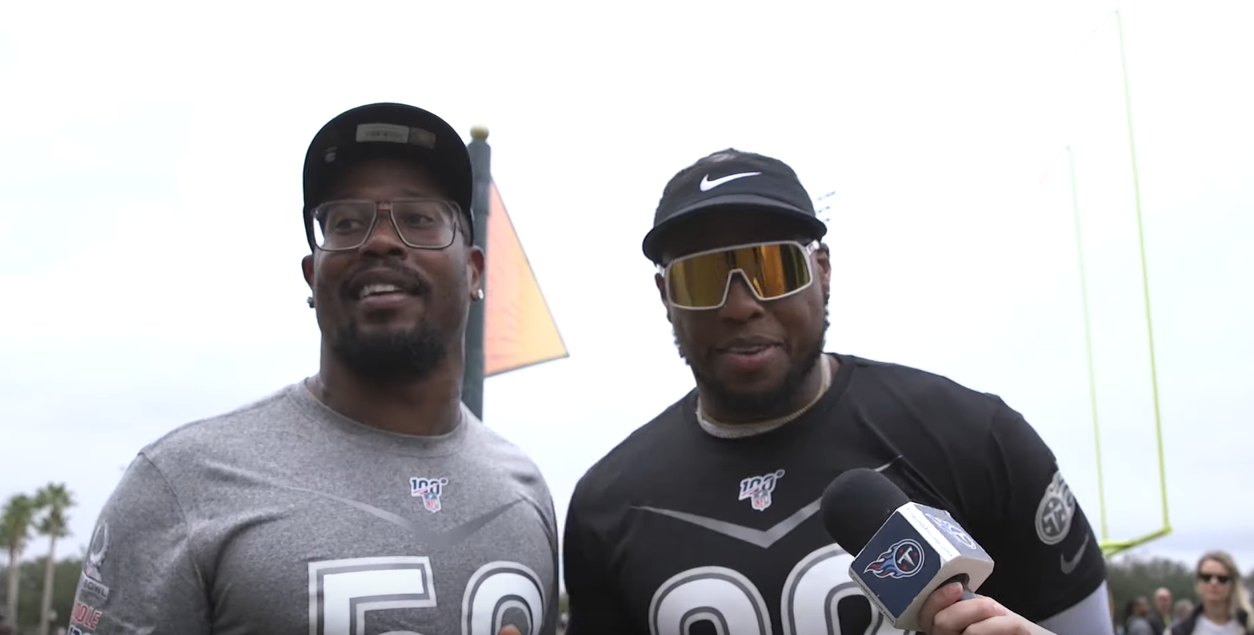
Miller junto com Derrick Henry no Pro Bowl de 2020

Na semana 4 contra o Jacksonville Jaguars, Miller teve dois sacks sobre Gardner Minshew II, embora seu time tenha sido derrotado. O segundo sack foi o de número 100 na carreira.
Nesse ano, ele foi selecionado para o Pro Bowl como outside linebacker, sendo esta sua oitava indicação. Ele foi classificado como o 26º melhor jogador por seus colegas jogadores no Top 100 Players da NFL de 2020. Ele foi nomeado para a equipe da década de 2010 do Hall da Fama do Futebol Americano Profissional.

#### Temporada de 2020
Durante um treino em 8 de setembro de 2020, Miller sofreu uma contusão no tornozelo e se imaginava que ele poderia precisar de cirurgia, o que encerraria a sua temporada. Uma ressonância magnética feita no dia seguinte revelou que a lesão era um tendão fibular deslocado e Miller foi colocado na reserva de machucados pelo resto do ano.

#### Temporada de 2021
Em março de 2021, os Broncos exerceram a opção contratual com Von Miller para mante-lo com o time por mais um ano. Pelo seu contrato, em seu último ano, ele receberia US$ 7 milhões garantidos na sua base salarial de US$ 17,5 milhões em 2021.
Miller conseguiu 4,5 sacks e 17 tackles em seis jogos em 2021, antes de se machucar no Thursday Night Football contra o Cleveland Browns em 21 de outubro de 2021, que acabou sendo seu último jogo com os Broncos.

### Los Angeles Rams
Em novembro de 2021, Miller foi trocado para o Los Angeles Rams por uma escolha de segunda e terceira rodada no draft de 2022. Naquela altura, Miller era o jogador que mais tempo estava com os Broncos e o único remanescente, de ataque ou defesa, que disputou o Super Bowl 50 com Denver.
Na semana 10, Miller fez sua estreia pelos Rams no Monday Night Football e conseguiu 3 tackles na derrota por 31 a 10 perante o San Francisco 49ers. Já na semana 15, numa vitória em casa por 20 a 10, Miller registrou seu primeiro sack como jogador do LA Ram, contra o Seattle Seahawks. Na semana seguinte, Miller conquistou mais um sack na vitória sobre o Minnesota Vikings. Na semana 17, ele teve seu melhor jogo como um Ram, registrando 2 sacks e 5 tackles na vitória daquela semana. Na temporada de 2021, Miller registrou 50 tackles, 9,5 sacks, um passe defletido e um fumble forçado em quinze jogos disputados.
Miller acabou sendo um dos líderes na vitória dos Rams no Super Bowl LVI.

### Buffalo Bills

#### 2022

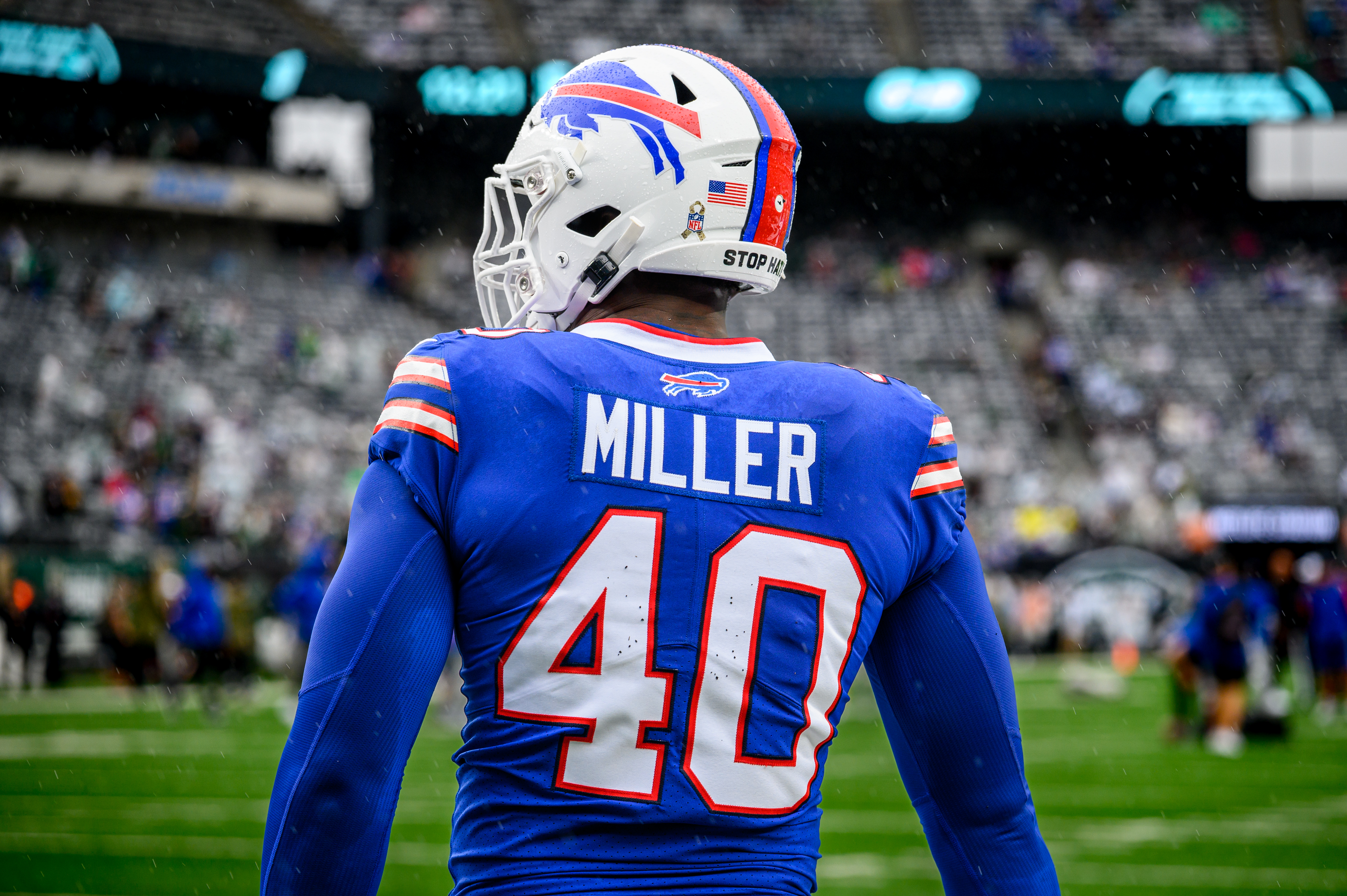
Miller em 2022

Em 16 de março de 2022, Miller assinou um contrato de seis anos e US$120 milhões com o Buffalo Bills.
Em sua estreia com o time, ele registrou dois sacks, dois hits no quarterback e três tackles para perda de jardas na vitória por 31–10 sobre seu ex-time, os Rams, no NFL Kickoff Game. Durante um jogo no Dia de Ação de Graças contra o Detroit Lions, Miller saiu com uma aparente lesão no joelho. No dia seguinte, foi confirmado que ele ficaria fora por pelo menos 2 a 4 semanas. Ele foi colocado na lista de lesionados em 1º de dezembro de 2022. Durante uma cirurgia exploratória no joelho, foi descoberto que Miller havia rompido o ligamento cruzado anterior (LCA) e perderia o restante da temporada.

#### 2023
Miller foi colocado na lista de reservas/PUP para começar a temporada de 2023. Ele foi ativado em 7 de outubro de 2023. Em 30 de novembro de 2023, foi acusado de abusar de sua namorada grávida. Havia um mandado de prisão contra ele antes de ele se entregar e ser liberado após pagar uma fiança de US$5,000.
Miller teve dificuldades após retornar de sua lesão no LCA e ficou atrás de outros pass rushers dos Bills na hierarquia durante a temporada. Na que foi de longe a temporada menos produtiva de sua carreira, Miller somou três tackles combinados e zero sacks em doze jogos da temporada regular pelos Bills. Ele também adicionou dois tackles combinados durante os playoffs, que terminou na Rodada Divisional da AFC quando o time perdeu para o Kansas City Chiefs pelo placar final de 27–24.

#### 2024
Em outubro, Miller recebeu uma suspensão de quatro jogos sem remuneração por violar a política de conduta pessoal da NFL. Na temporada de 2024, Miller terminou com seis sacks. Na Rodada Divisional dos playoffs contra o Baltimore Ravens, Miller recuperou um fumble forçado por Damar Hamlin e o retornou por 39 jardas para ajudar os Bills a marcar um touchdown na vitória por 27 a 25.
Em 9 de março de 2025, Miller foi formalmente dispensado pelos Bills.

### Washington Commanders

#### 2025
Em julho de 2025, Miller assinou com o Washington Commanders para a temporada de 2025 da NFL.

## Recordes
Miller detém pelo menos cinco recordes do Denver Broncos em sacks, incluindo:
- Carreira (110)
- Uma temporada (18,5 em 2012)
- Carreira nos playoffs (6,5)
- Temporada de playoffs (5 em 2015)
- Jogo de playoff (2,5 em 7 de fevereiro de 2016 vs CAR)

## Estatísticas da carreira

### Estatísticas da NFL
| Legenda | Legenda                  |
| ------- | ------------------------ |
|         | MVP do Super Bowl        |
|         | Vencedor do Super Bowl   |
| Negrito | Melhor marca da carreira |

#### Temporada regular
| Ano      | Time     | Jogos | Tackles                     | Tackles                     | Tackles                     | Tackles                     | Fumbles                     | Fumbles                     | Fumbles                     | Fumbles                     | Interceptações              | Interceptações              | Interceptações              | Interceptações              |
| Ano      | Time     | Jogos | Comb                        | Solo                        | Ast                         | Sack                        | FF                          | FR                          | Jardas                      | TD                          | Int                         | Jardas                      | TD                          | PD                          |
| -------- | -------- | ----- | --------------------------- | --------------------------- | --------------------------- | --------------------------- | --------------------------- | --------------------------- | --------------------------- | --------------------------- | --------------------------- | --------------------------- | --------------------------- | --------------------------- |
| 2011     | DEN      | 15    | 64                          | 50                          | 14                          | 11,5                        | 2                           | 0                           | 0                           | 0                           | 0                           | 0                           | 0                           | 4                           |
| 2012     | DEN      | 16    | 68                          | 55                          | 13                          | 18,5                        | 6                           | 0                           | 0                           | 0                           | 1                           | 26                          | 1                           | 2                           |
| 2013     | DEN      | 9     | 34                          | 27                          | 7                           | 5,0                         | 3                           | 1                           | 60                          | 1                           | 0                           | 0                           | 0                           | 1                           |
| 2014     | DEN      | 16    | 59                          | 42                          | 17                          | 14,0                        | 1                           | 1                           | 2                           | 0                           | 0                           | 0                           | 0                           | 2                           |
| 2015     | DEN      | 16    | 35                          | 30                          | 5                           | 11,0                        | 4                           | 3                           | 0                           | 0                           | 0                           | 0                           | 0                           | 1                           |
| 2016     | DEN      | 16    | 78                          | 62                          | 16                          | 13,5                        | 3                           | 0                           | 0                           | 0                           | 0                           | 0                           | 0                           | 3                           |
| 2017     | DEN      | 16    | 57                          | 51                          | 6                           | 10,0                        | 2                           | 1                           | 0                           | 0                           | 0                           | 0                           | 0                           | 3                           |
| 2018     | DEN      | 16    | 48                          | 29                          | 19                          | 14,5                        | 4                           | 2                           | 3                           | 0                           | 1                           | 42                          | 0                           | 3                           |
| 2019     | DEN      | 15    | 46                          | 33                          | 13                          | 8,0                         | 0                           | 0                           | 0                           | 0                           | 0                           | 0                           | 0                           | 2                           |
| 2020     | DEN      | 12    | Não jogou devido a contusão | Não jogou devido a contusão | Não jogou devido a contusão | Não jogou devido a contusão | Não jogou devido a contusão | Não jogou devido a contusão | Não jogou devido a contusão | Não jogou devido a contusão | Não jogou devido a contusão | Não jogou devido a contusão | Não jogou devido a contusão | Não jogou devido a contusão |
| 2021     | DEN      | 7     | 19                          | 10                          | 9                           | 4,5                         | 0                           | 0                           | 0                           | 0                           | 0                           | 0                           | 0                           | 0                           |
| 2021     | LAR      | 8     | 31                          | 23                          | 8                           | 5,0                         | 1                           | 0                           | 0                           | 0                           | 0                           | 0                           | 0                           | 1                           |
| 2022     | BUF      | 11    | 21                          | 18                          | 3                           | 8,0                         | 1                           | 0                           | 0                           | 0                           | 0                           | 0                           | 0                           | 2                           |
| 2023     | BUF      | 12    | 3                           | 2                           | 1                           | 0,0                         | 0                           | 0                           | 0                           | 0                           | 0                           | 0                           | 0                           | 0                           |
| 2024     | BUF      | 13    | 17                          | 13                          | 4                           | 6,0                         | 7                           | 0                           | 0                           | 0                           | 0                           | 0                           | 0                           | 0                           |
| Carreira | Carreira | 186   | 581                         | 446                         | 135                         | 129,5                       | 27                          | 9                           | 65                          | 1                           | 2                           | 68                          | 1                           | 24                          |

#### Pós-temporada
| Ano      | Time     | Jogos | Tackles                     | Tackles                     | Tackles                     | Tackles                     | Fumbles                     | Fumbles                     | Fumbles                     | Fumbles                     | Interceptações              | Interceptações              | Interceptações              | Interceptações              |
| Ano      | Time     | Jogos | Comb                        | Solo                        | Ast                         | Sack                        | FF                          | FR                          | Jardas                      | TD                          | Int                         | Jardas                      | TD                          | PD                          |
| -------- | -------- | ----- | --------------------------- | --------------------------- | --------------------------- | --------------------------- | --------------------------- | --------------------------- | --------------------------- | --------------------------- | --------------------------- | --------------------------- | --------------------------- | --------------------------- |
| 2011     | DEN      | 2     | 3                           | 0                           | 1,0                         | 0                           | 0                           | 0                           | 0                           | 0                           | 0                           | 0                           | 0                           |                             |
| 2012     | DEN      | 1     | 7                           | 2                           | 0,5                         | 0                           | 0                           | 0                           | 0                           | 0                           | 0                           | 0                           | 0                           |                             |
| 2013     | DEN      | 0     | Não jogou devido a contusão | Não jogou devido a contusão | Não jogou devido a contusão | Não jogou devido a contusão | Não jogou devido a contusão | Não jogou devido a contusão | Não jogou devido a contusão | Não jogou devido a contusão | Não jogou devido a contusão | Não jogou devido a contusão | Não jogou devido a contusão | Não jogou devido a contusão |
| 2014     | DEN      | 1     | 6                           | 5                           | 1                           | 0,0                         | 0                           | 0                           | 0                           | 0                           | 0                           | 0                           | 0                           | 0                           |
| 2015     | DEN      | 3     | 13                          | 11                          | 2                           | 5,0                         | 2                           | 0                           | 0                           | 0                           | 1                           | 4                           | 0                           | 2                           |
| 2021     | LAR      | 4     | 14                          | 12                          | 2                           | 4,0                         | 1                           | 1                           | 0                           | 0                           | 0                           | 0                           | 0                           | 1                           |
| 2022     | BUF      | 0     | Não jogou devido a contusão | Não jogou devido a contusão | Não jogou devido a contusão | Não jogou devido a contusão | Não jogou devido a contusão | Não jogou devido a contusão | Não jogou devido a contusão | Não jogou devido a contusão | Não jogou devido a contusão | Não jogou devido a contusão | Não jogou devido a contusão | Não jogou devido a contusão |
| 2023     | BUF      | 2     | 2                           | 1                           | 1                           | 0.0                         | 0                           | 0                           | 0                           | 0                           | 0                           | 0                           | 0                           | 0                           |
| Carreira | Carreira | 13    | 45                          | 31                          | 7.5                         | 9.0                         | 3                           | 1                           | 0                           | 0                           | 1                           | 4                           | 0                           | 3                           |

## Vida pessoal e outros empreendimentos
Miller nasceu em Dallas, Texas, filho de Von e Gloria Miller. Seus pais, que eram atletas no ensino médio e na faculdade, possuem um negócio de fornecimento de energia. Ele tem um irmão mais novo chamado Vinsynzie "Vins".
Tendo se formado em ciência avícola em Texas A&M, Miller opera sua própria fazenda, criando frangos.

### Problemas judiciais
Em agosto de 2013, Miller foi preso por não comparecer a justificativa por acusações relacionadas à direção em outubro de 2012.
Em setembro de 2013, Miller foi citado por excesso de velocidade e condução com uma licença suspensa no Condado de Arapahoe, Colorado.
Em abril de 2018, enquanto estava em uma excursão de pesca guiada ao largo da costa da Flórida, Miller foi acusado de ter ilegalmente matado um tubarão-martelo. Ele está atualmente sob investigação.
Em 30 de novembro de 2023, o Departamento de Polícia de Dallas emitiu um mandado de prisão para Miller, alegando que ele agrediu uma mulher grávida. Miller se entregou, pagou uma fiança de US$5.000 e foi liberado. Múltiplas fontes policiais afirmaram que a mulher grávida que o acusou de agressão era, de fato, sua namorada e que o incidente ocorreu na casa deles em Dallas em 29 de novembro de 2023. Ela não foi hospitalizada, mas foi tratada por ferimentos leves. Ela já havia o acusado de agressão em 2021, embora nenhuma acusação tenha sido feita contra ele. Apesar de ter sido constatado que ela tinha hematomas no pescoço, abdômen e bíceps esquerdo após chamar a polícia em novembro de 2023, a namorada posteriormente retratou a acusação de agressão.

### Von's Vision
Em 2012, Miller criou a Von's Vision para fornecer aos jovens da área de Denver exames oftalmológicos e óculos.
A organização de Von Miller organiza dois eventos para crianças da região de Denver: Von's Vision Day e Von Miller's Back to School Vision Day. Von's Vision Day é um programa de dois dias. A fundação faz parcerias com varejistas de óculos nacionais e regionais. No primeiro dia do programa, as crianças recebem exames gratuitos e, se necessário, exames oftalmológicos gratuitos e um convite para retirar seus óculos corretivos em uma data posterior. As crianças têm a oportunidade de interagir com Von Miller e se sentirem confortáveis em seus novos óculos.
Iniciado em 2015, Von Miller organiza um dia anual de visão para atender as crianças antes de voltarem para a escola, chamado de Von Miller's Back to School Vision Day. Todos os anos, 5.000 estudantes de primeiro grau de baixa renda entram no Sistema de Escolas Públicas de Denver sem nunca terem visto um oftalmologista. Mais de 1.900 deles precisam de óculos. O programa é projetado para rastrear uma criança e, se necessário, fornecer-lhes óculos em questão de minutos.

### Cultura popular
Miller foi mencionado em South Park durante o episódio da 20ª temporada "Oh, Jeez", quando Gerald Broflovski é enviado para a Dinamarca sob o pseudônimo de "Embaixador Von Miller". Esta foi uma das numerosas referências do desenhos aos Broncos, já que muitos personagens que vivem na cidade titular da série são fãs do time.
Em 8 de março de 2016, Miller foi anunciado como uma das celebridades que competirá na temporada 22 de Dancing with the Stars. Ele fez uma parceria com a dançarina profissional Witney Carson. Em 2 de maio de 2016, durante uma dupla eliminação, Miller e Carson foram eliminados e terminaram a competição em 8º lugar.
Durante um episódio de Wheel of Fortune exibido em 30 de janeiro de 2022 (a mesma data em que os Rams de Miller jogaram na Final da NFC de 2021), Miller ganhou o mínimo de US$30.000 para sua instituição de caridade escolhida, Von's Vision.